# Maurice van den Bemden
Maurice van den Bemden (? — ?) je bivši belgijski hokejaš na travi.
Osvojio je brončano odličje na hokejaškom turniru na Olimpijskim igrama 1920. u Antwerpenu (Anversu) igrajući za Belgiju. 
Također je na istim igrama sudjelovao i u teniskom turniru. Natjecao se u dvjema konkurencijama. 
Natjecao se u konkurenciji muških parova zajedno s Eugèneom Grisarom. Ispali su u 1. krugu (1/16 završnice) od francuskog para Jean-Pierrea Samazeuilha i Daniela Lawtona.
Još se natjecao u konkurenciji muških pojedinaca. Ispao je u 1. krugu (1/16 završnice) od kasnijeg olimpijskog pobjednika na ovom turniru, Južnoafrikanca Louisa Raymonda.

## Vanjske poveznice
- Profil na Sports Reference.com  Arhivirana inačica izvorne stranice od 15. prosinca 2012. (Wayback Machine)